# Burg Biedesheim
Die Burg Biedesheim ist eine abgegangene Wasserburg im Nordwesten der Ortsgemeinde Biedesheim im Donnersbergkreis in Rheinland-Pfalz.

## Baubestand
Von der ehemaligen Burganlage, welche auch noch die nahen Straßennamen „Östlicher Burggraben“ und „Westlicher Burggraben“, sowie die dortige Flurgemarkung „Hinterm Burggraben“ bezeugen, sind nur spärliche Reste der Umfassungsmauer erhalten.
Der erhaltene Rest reicht bis zur Straße „Östlicher Burggraben“ und beginnt als nördliche Grundstücksgrenze des Anwesens „Östlicher Burggraben“ 8. Am östlichen  Ende des Grundstücks macht die Mauer einen rechten Winkel und führt nach Süden, auf die ca. 100 m entfernte „Kapellenquelle“ bzw. den von ihr gespeisten Brübelbach zu. Auch dort ist noch niedriges altes Mauerwerk erhalten. Die Ostmauer des heutigen Burgrests läuft in gerader Linie von Norden her direkt auf die Quelle zu und biegt dort noch ein Stück nach Osten ab, entlang des von der Quelle gespeisten Brübelbaches. Laut örtlicher Überlieferung weist die heute durch ein Brunnenhaus überbaute „Kapellenquelle“ auf die ehemalige Burgkapelle hin.
Die Nord-Ost-Ecke des Grundstücks „Östlicher Burggraben“ 8 ist der besterhaltene Teil der Mauer. Hier ist sie noch ca. 3 m hoch und etwa 60 cm dick. Die Ecke selbst ist eingebrochen, übrig blieben zwei rechtwinklig zueinander positionierte, ca. 20 m lange Stücke der nördlichen und der östlichen Mauer. Sie weisen 3 Schlitzscharten auf (2 in der Nordmauer, 1 in der Ostmauer) und die Ostmauer besitzt am südlichen Ende eine leichte Rundung nach außen, in der man den Rest eines Flankenturms vermutet.
Auf der Westseite des Östlichen Burggrabens gibt es zwei lange mittelalterliche Mauern, die aufgrund ihres Erscheinungsbildes ebenfalls Reste von Burggebäuden sein könnten. Eine ist die ca. 60 cm dicke und 4 Meter hohe Begrenzungsmauer des Anwesens Hauptstraße 52 zum Burggraben hin, die andere schließt sich nördlich an, als Straßen-Begrenzungsmauer des Neubauanwesens Östlicher Burggraben 1 a. Letztere ist oben etwa 60 cm stark und 3 Meter hoch, im Sockelbereich hat sie eine Dicke von bis zu 1 Meter.

## Geschichte
Um 1370 wird erstmals eine Burg zu „Bussesheim“ urkundlich genannt. Die Grafen von Leiningen verpfändeten Burg und Herrschaft ab 1371 an verschiedene niederadelige Geschlechter, darunter die Ritter von Morschheim, von Flersheim und von Wachenheim. 1412 erhielt Konrad IX. von Weinsberg ein Viertel von Burg und Dorf Biedesheim, als noch ausstehende Mitgift seiner Mutter Anna von Leiningen († 1413). 1420 ging ein weiteres Viertel von Dorf und Burg als Pfand an das Erzbistum Mainz. 1423 errichtete Graf Emich VII. (frühere Zählung Emich VI.) von Leiningen hier in der „Veste Busenheim“, kurpfälzisches Burglehen von Wolfsberg, einen Amtssitz ein, seit 1448 befand sich die Burg im Besitz seines Sohnes, des Grafen Bernhard von Leiningen-Dagsburg-Hardenburg. 1460 wurde sie im Rahmen des Fürstenkrieges, nach viertägiger Belagerung, durch Kurfürst Friedrich den Siegreichen erobert. Ein Jahr später brannte der kurpfälzische Vogt von Neustadt die Burg nieder.
Vom Liedermacher Michael Beheim wurden ab 1468 in Heidelberg die erste Eroberung in der Pfälzischen Reimchronik festgehalten und besungen.
Die offensichtlich renovierte Anlage wurde 1470 im Weißenburger Krieg von kurpfälzischen Truppen erneut gestürmt und endgültig geschleift.
Vom Liedermacher Michael Beheim wurden um 1470 in Heidelberg die zweite Eroberung und Zerstörung in der Pfälzischen Reimchronik festgehalten und besungen.
Nach der Zerstörung diente die ehemalige Burg als Gutshof, 1505 wurde sie nur noch als Burgstall bezeichnet.
In seinem „Versuch einer geographisch-historisch-statistischen Beschreibung des königlich bayerischen Rheinkreises“ (Band 3, Speyer, 1837, S. 329 u. 330) ordnet der Lokalhistoriker Michael Frey die Kriegsereignisse um Burg Biedesheim von 1460, 1461 und 1470 irrtümlicherweise dem ebenfalls leiningischen Dorf Bissersheim zu, wo es nie eine Burg gab. Ebenso gibt er an, dass dort 1389, ein Kollator namens „Fidelin“, außer der Dorfkirche ein Oratorium (Haus-Kapelle) „Unserer Lieben Frau“ nennt. In anderen Quellen, die dies ebenfalls auf Bissersheim beziehen, wird er als „Johannis Fidelis von Wachenheim“ oder „Johann Fidelius von Wachenheim“ bezeichnet, also Angehöriger einer jener Adelsfamilien, an die Burg Biedesheim im 14. Jahrhundert verpfändet war. Möglicherweise liegt auch hier, wie im Bezug auf die Kriegsereignisse, wegen der wechselnden Ortsschreibweise eine Verwechslung vor. Die Oratoriums-Kollatur „Unserer Lieben Frau“ könnte sich auf die Burgkapelle von Biedesheim beziehen.

## Galerie

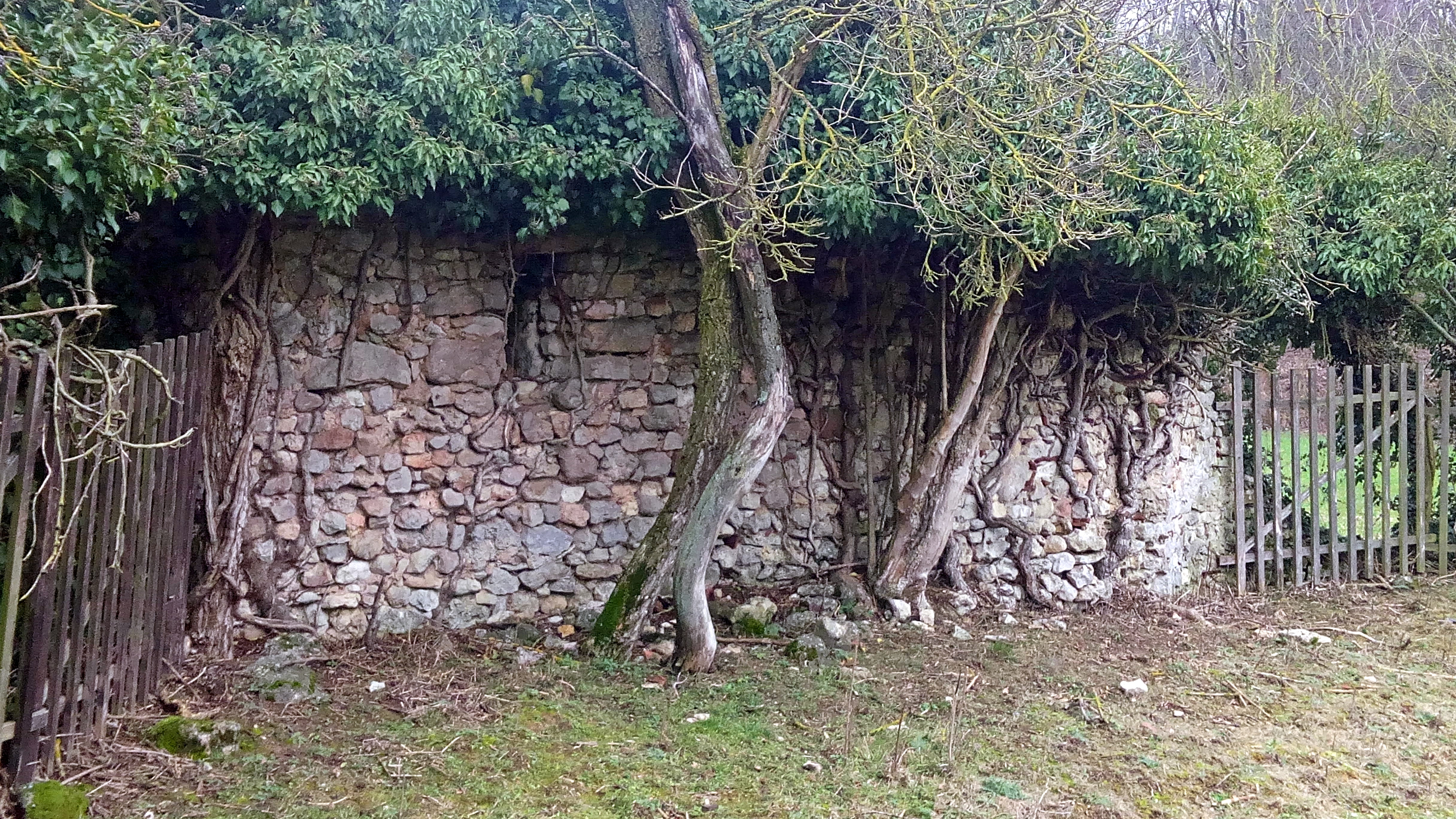
Burgmauer Biedesheim, Ostteil, rechts Ansatz einer Rundung
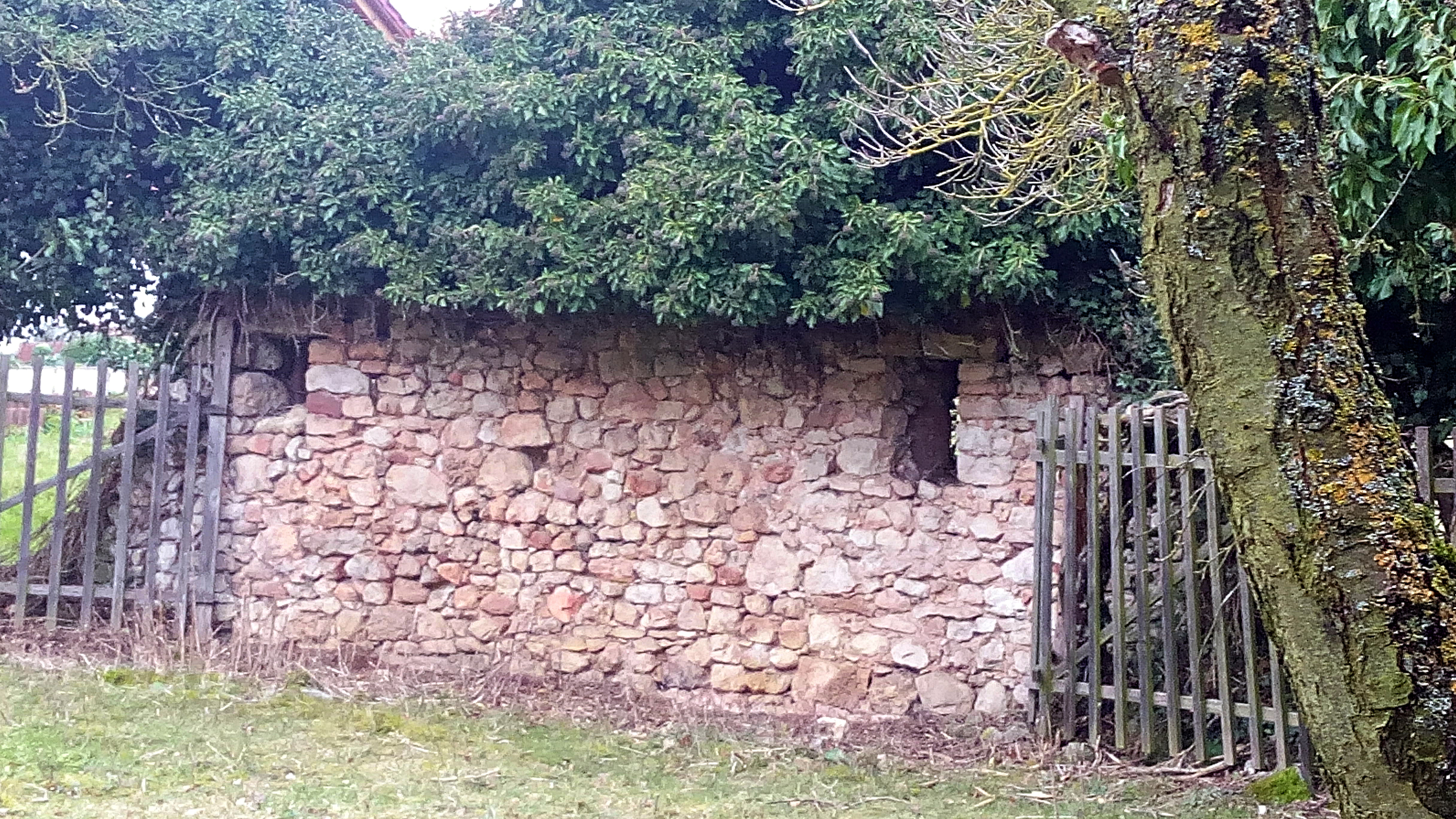
Burgmauer Biedesheim Nordteil
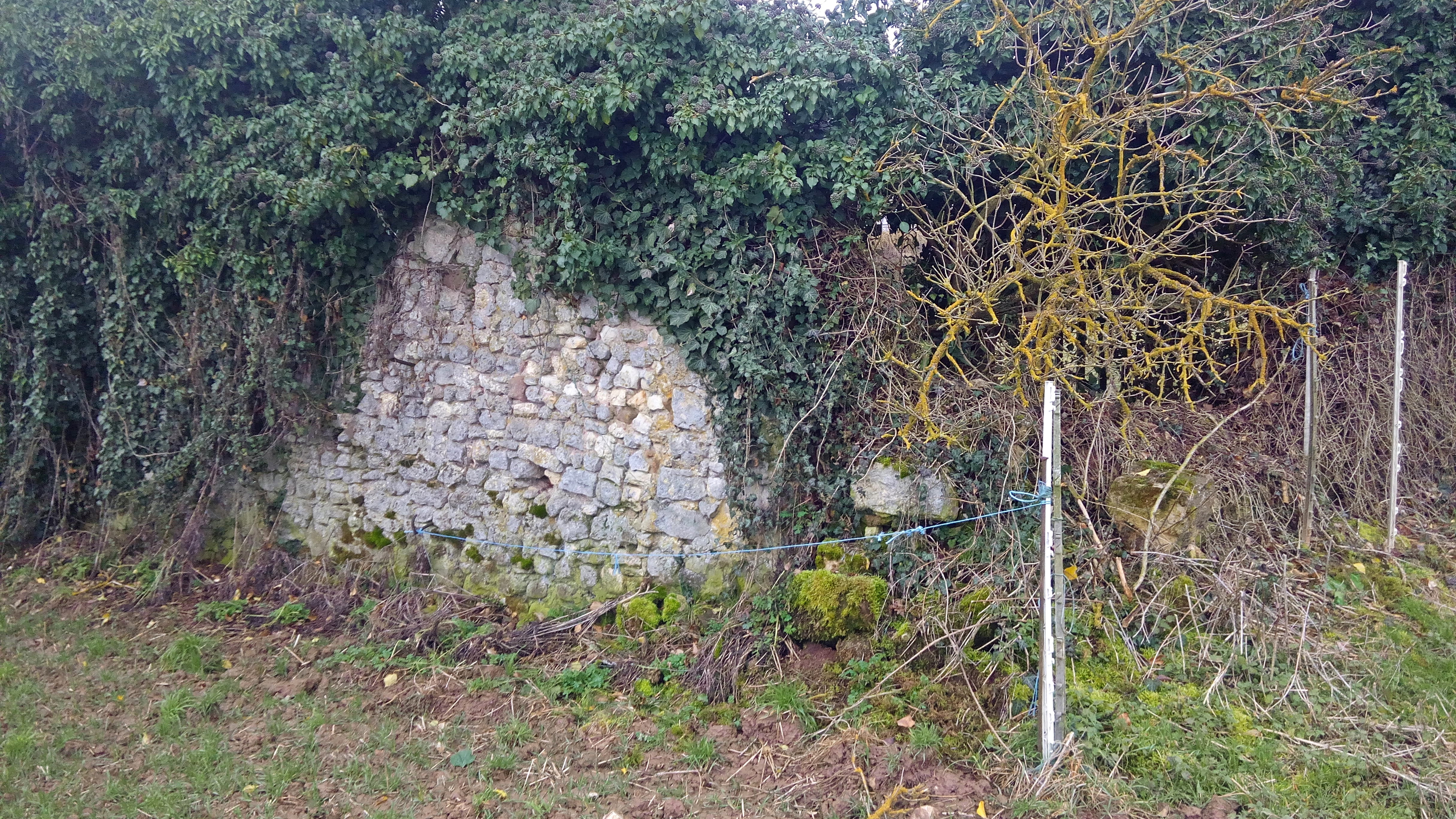
Burgmauer Biedesheim von außen (Osten)
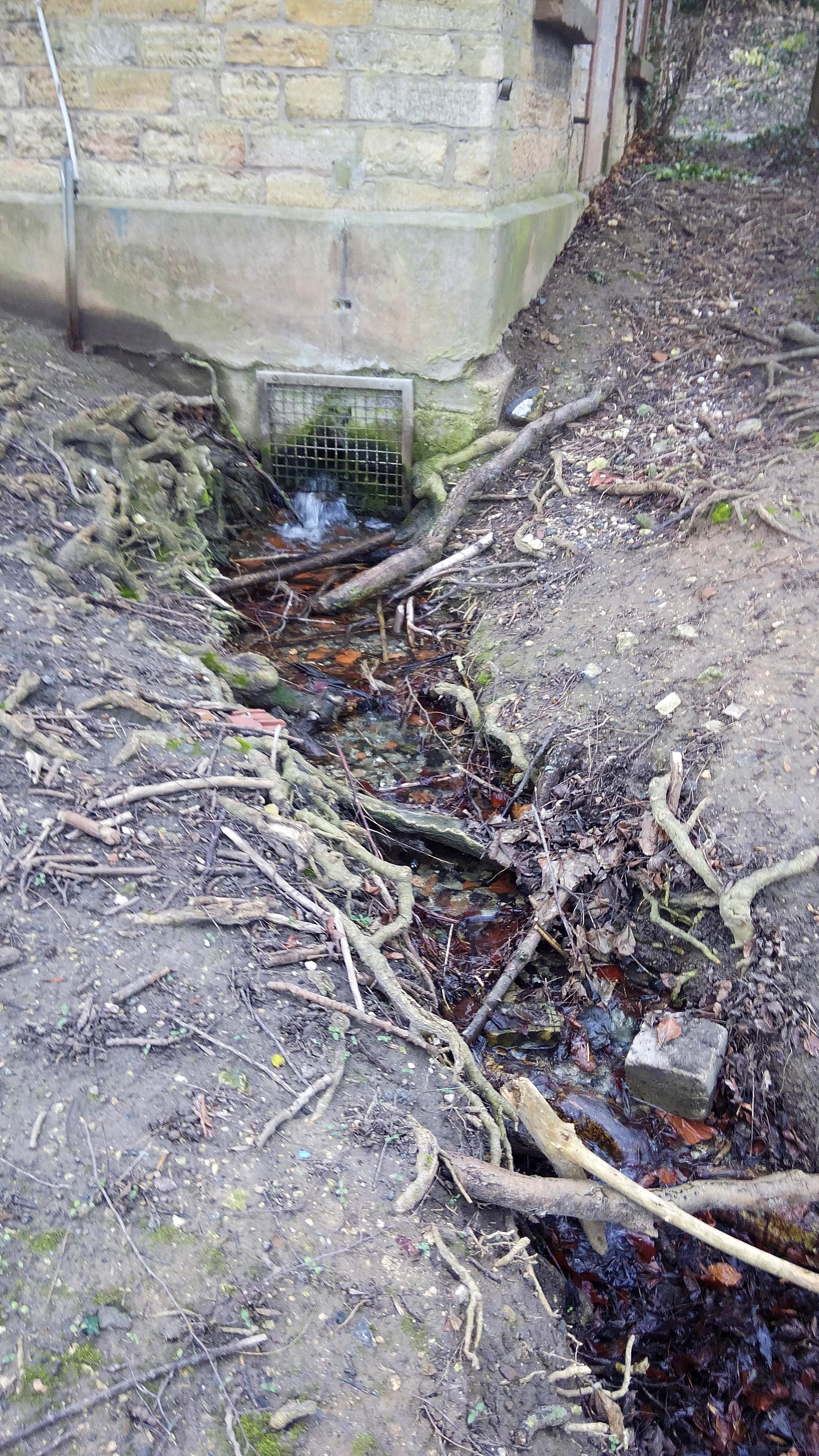
Austritt der Kapellenquelle unter dem Brunnenhaus
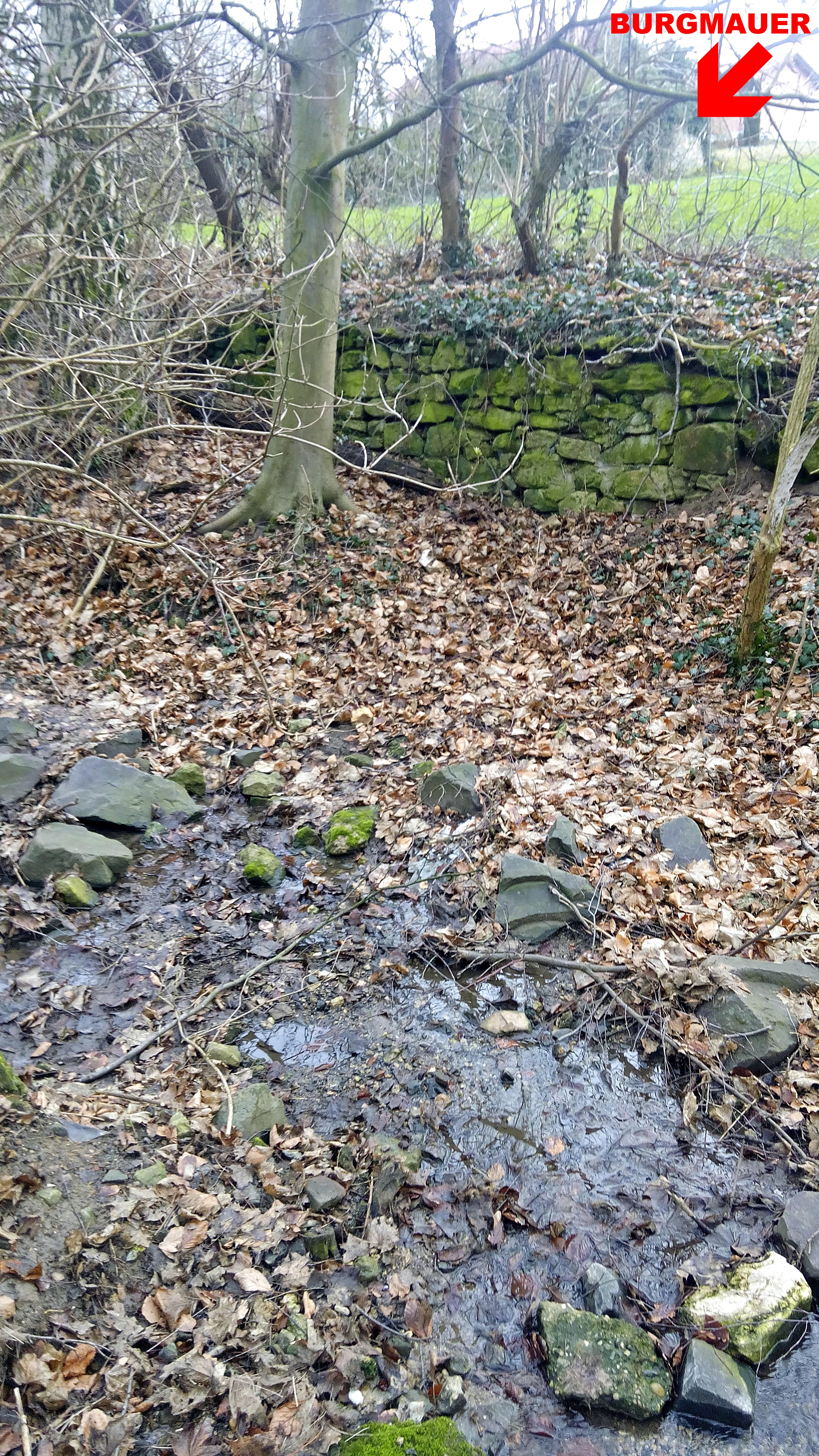
Kapellenquelle bzw. Brübelbach mit altem Mauerwerk, im Hintergrund der Hauptrest der Burg
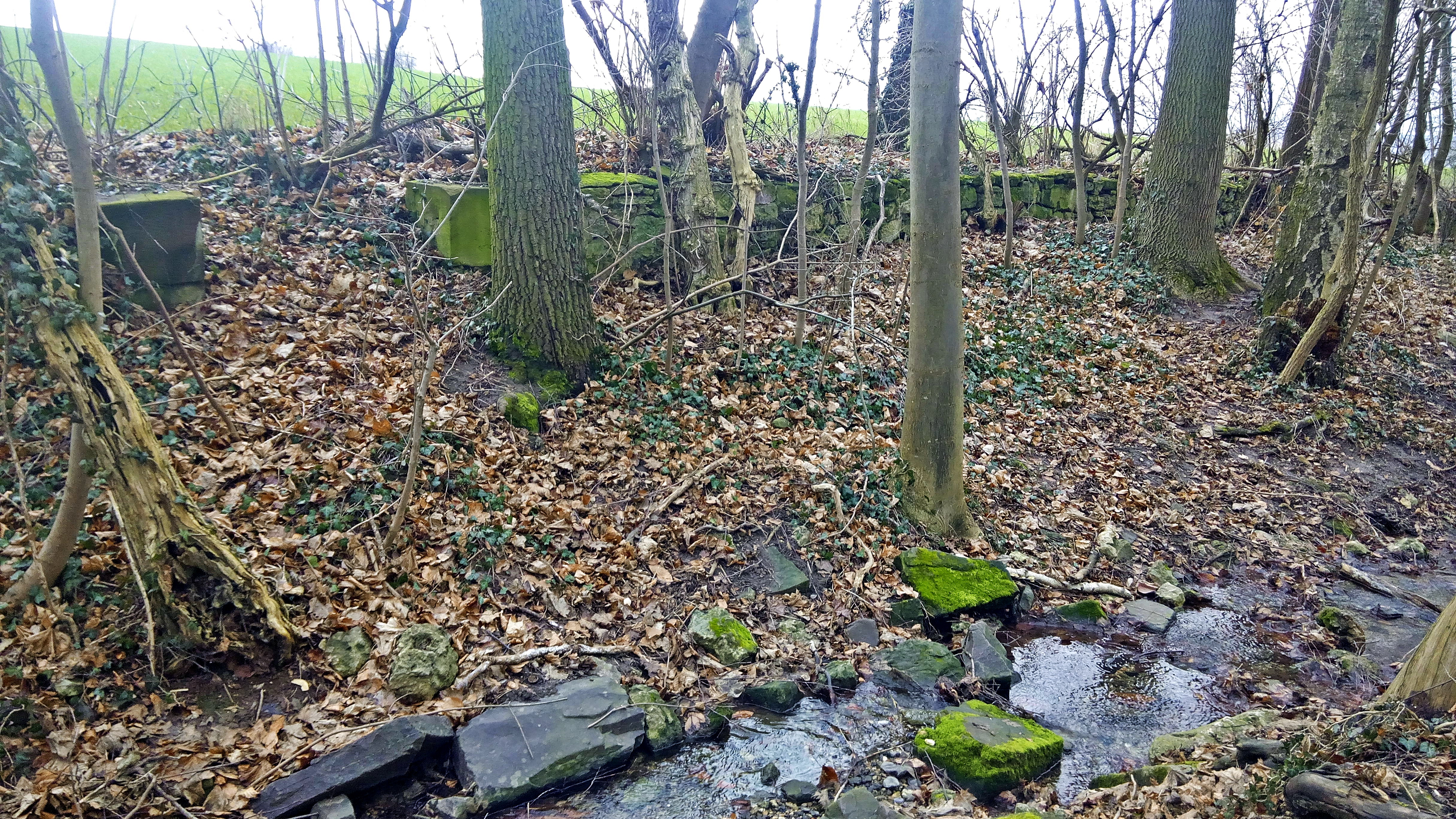
Kapellenquelle bzw. Brübelbach mit altem Mauerwerk
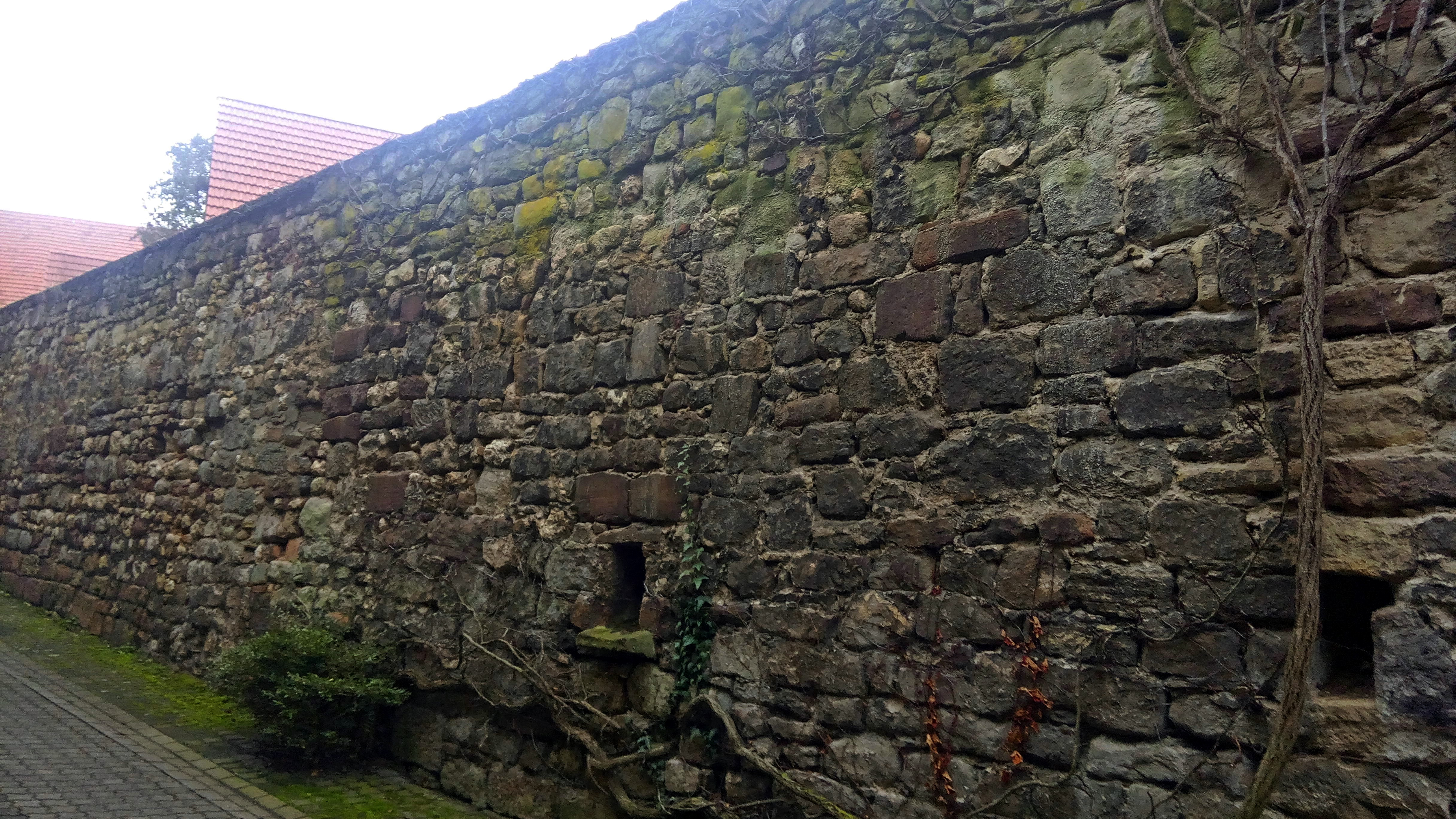
Östlicher Burggraben, Begrenzungsmauer des Anwesens Hauptstraße 52
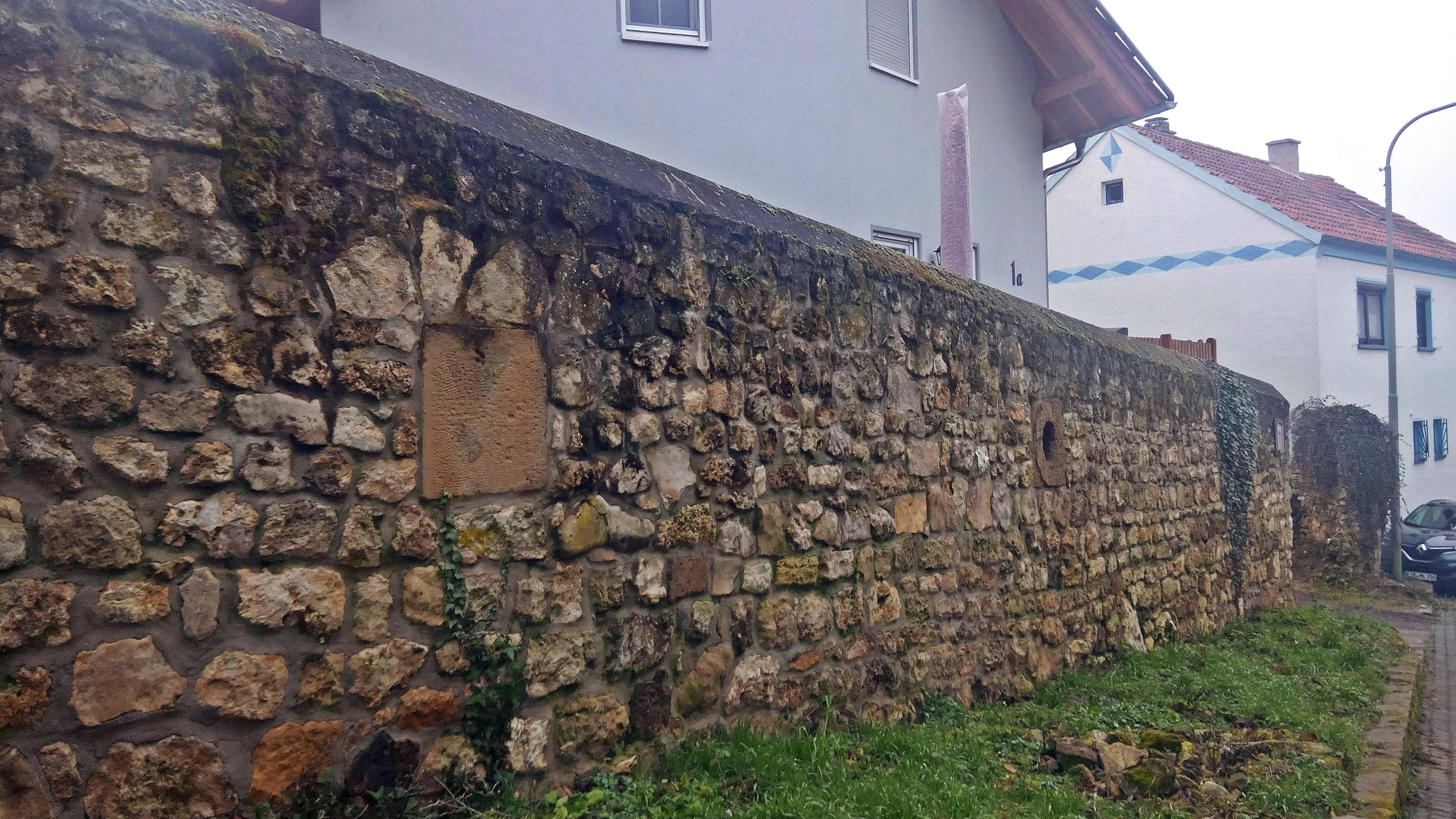
Östlicher Burggraben, Begrenzungsmauer des Anwesens 1 a